# Carola Dombeck
Carola Dombeck (ur. 25 czerwca 1960 w Merseburgu) – niemiecka gimnastyczka sportowa reprezentująca NRD. Wicemistrzyni olimpijska w skoku oraz brązowa medalistka olimpijska w wieloboju drużynowym z Montrealu (1976), medalistka mistrzostw NRD.

## Osiągnięcia
| Rok                   | Zawody                | Konkurencja           | Konkurencja           | Konkurencja           | Konkurencja           | Konkurencja           | Konkurencja           |
| Rok                   | Zawody                | VT                    | UB                    | BB                    | FX                    | AA                    | Team                  |
| Zawody międzynarodowe | Zawody międzynarodowe | Zawody międzynarodowe | Zawody międzynarodowe | Zawody międzynarodowe | Zawody międzynarodowe | Zawody międzynarodowe | Zawody międzynarodowe |
| --------------------- | --------------------- | --------------------- | --------------------- | --------------------- | --------------------- | --------------------- | --------------------- |
| 1976                  | Igrzyska olimpijskie  | 2                     | 30T QR                | 72T QR                | 24T QR                | 33 QR                 | 3                     |